# Non-contraignabilité
En droit canadien, la non-contraignabilité est une règle de droit qui empêche un accusé ou un coaccusé de témoigner contre lui-même dans un procès pénal.

## Dispositions législatives pertinentes

### Charte canadienne des droits et libertés
Cette règle est constitutionnelle car elle figure à l'article 11 c) de la Charte canadienne des droits et libertés : 

« 11c) Tout inculpé a le droit  de ne pas être contraint de témoigner contre lui-même dans toute poursuite intentée contre lui pour l’infraction qu’on lui reproche; »

### Loi sur la preuve au Canada

#### Non-contraignabilité de l’accusé et ducoaccusé
4 (1) L.p. Toute personne accusée d’infraction, ainsi que, sauf disposition contraire du présent article, le conjoint de la personne accusée, est habile à témoigner pour la défense, que la personne ainsi accusée le soit seule ou conjointement avec une autre personne. 11 c) Charte. 

#### Contraignabilité du conjoint de l’accusé
4 (2) L.p. Une personne n’est pas inhabile à témoigner ni non contraignable pour le poursuivant pour la seule raison qu’elle est mariée à l’accusé.

## Contraignabilité en droit civil
De telles règles n'ont pas d'équivalent en droit civil québécois, de sorte qu'une personne peut être forcée à témoigner dans un procès civil ou une enquête publique, sous peine d'être accusée d'outrage au tribunal. 